# Grand Prix moto d'Autriche 2018
Le Grand Prix moto d'Autriche 2018 est la 11e manche du championnat du monde de vitesse moto 2018. 
Cette 27e édition du Grand Prix moto d'Autriche s'est déroulé du 10 au 12 août sur le Circuit de Spielberg.

## Classement des MotoGP
| Pos                         | Num | Pilote            | Moto    | Tours | Temps/Écart     | Grille | Points |
| --------------------------- | --- | ----------------- | ------- | ----- | --------------- | ------ | ------ |
| 1                           | 99  | Jorge Lorenzo     | Ducati  | 28    | 39 min 40 s 688 | 3      | 25     |
| 2                           | 93  | Marc Márquez      | Honda   | 28    | +0 s 130        | 1      | 20     |
| 3                           | 4   | Andrea Dovizioso  | Ducati  | 28    | +1 s 656        | 2      | 16     |
| 4                           | 35  | Cal Crutchlow     | Honda   | 28    | +9 s 434        | 5      | 13     |
| 5                           | 9   | Danilo Petrucci   | Ducati  | 28    | +13 s 169       | 4      | 11     |
| 6                           | 46  | Valentino Rossi   | Yamaha  | 28    | +14 s 026       | 14     | 10     |
| 7                           | 26  | Dani Pedrosa      | Honda   | 28    | +14 s 156       | 9      | 9      |
| 8                           | 42  | Álex Rins         | Suzuki  | 28    | +16 s 644       | 10     | 8      |
| 9                           | 5   | Johann Zarco      | Yamaha  | 28    | +20 s 760       | 6      | 7      |
| 10                          | 19  | Álvaro Bautista   | Ducati  | 28    | +20 s 844       | 12     | 6      |
| 11                          | 53  | Esteve Rabat      | Ducati  | 28    | +21 s 144       | 7      | 5      |
| 12                          | 25  | Maverick Viñales  | Yamaha  | 28    | +22 s 939       | 11     | 4      |
| 13                          | 29  | Andrea Iannone    | Suzuki  | 28    | +26 s 523       | 8      | 3      |
| 14                          | 38  | Bradley Smith     | KTM     | 28    | +29 s 168       | 13     | 2      |
| 15                          | 30  | Takaaki Nakagami  | Honda   | 28    | +30 s 072       | 21     | 1      |
| 16                          | 55  | Hafizh Syahrin    | Yamaha  | 28    | +30 s 343       | 17     |        |
| 17                          | 41  | Aleix Espargaró   | Aprilia | 28    | +31 s 775       | 15     |        |
| 18                          | 43  | Jack Miller       | Ducati  | 28    | +34 s 375       | 16     |        |
| 19                          | 21  | Franco Morbidelli | Honda   | 28    | +40 s 171       | 19     |        |
| 20                          | 45  | Scott Redding     | Aprilia | 28    | +53 s 020       | 20     |        |
| 21                          | 17  | Karel Abraham     | Ducati  | 28    | +53 s 261       | 23     |        |
| 22                          | 12  | Thomas Lüthi      | Honda   | 28    | +54 s 355       | 22     |        |
| Ab.                         | 10  | Xavier Siméon     | Ducati  | 18    | Accident        | 18     |        |
| (en) [PDF] Rapport officiel |     |                   |         |       |                 |        |        |